# Тариверде (Констанца)
Тариверде (рум. Tariverde) насеље је у Румунији у округу Констанца у општини Кођалак. Oпштина се налази на надморској висини од 54 m.

## Становништво
Према подацима из 2002. године у насељу је живело 1127 становника, од којих су сви румунске националности.